# Теньківська сільська рада
Теньківська сільська рада (Янушівська сільська рада) — колишня адміністративно-територіальна одиниця та орган місцевого самоврядування у Пулинському (Червоноармійському), Соколовському, Новоград-Волинському, Ємільчинському, Житомирському районах і Новоград-Волинській міській раді Волинської округи, Київської й Житомирської областей Української РСР та України з адміністративним центром у с. Теньківка.

## Населені пункти
Сільській раді були підпорядковані населені пункти:
- с. Теньківка
- с. Зелена Діброва
- с. Стара Рудня

## Населення
Кількість населення ради станом на 1923 рік становила 1 291 особу, кількість дворів — 316.
Станом на 5 грудня 2001 року, відповідно до перепису населення України, кількість мешканців сільської ради становила 709 осіб.

## Склад ради
Рада складалася з 12 депутатів та голови.

### Керівний склад сільської ради
| ПІБ                          | Основні відомості                                                                      | Дата обрання | Дата звільнення |
| ---------------------------- | -------------------------------------------------------------------------------------- | ------------ | --------------- |
| Мухлінська Зінаїда Андріївна | Сільський голова, 1960 року народження, освіта, член Комуністичної партії України      | 26.03.2006   | 31.10.2010      |
| Мухлінська Зінаїда Андріївна | Сільський голова, 1960 року народження, освіта вища, член Комуністичної партії України | 31.10.2010   |                 |

Примітка: таблиця складена за даними джерела

## Історія
Створена 1923 року як Янушівська сільська рада, в складі с. Янушівка (згодом — Теньківка) та колонії Забарський Шлях Курненської волості Новоград-Волинського повіту Волинської губернії. 3 листопада 1923 року, відповідно до рішення Волинської ГАТК (протокол № 5 «Про зміни в межах округів, районів і сільрад»), підпорядковано кол. Зарембська Піч Очеретянської сільської ради Пулинського району. 23 лютого 1924 року, відповідно до рішення Волинської ГАТК (протокол № 7/2 «Про зміни меж округів, районів та сільрад», кол. Забарський Шлях передана до складу Улашанівської сільської ради Пулинського району. На 1 жовтня 1941 року кол. Зарембська Піч не перебувала на обліку населених пунктів.
7 червня 1946 року, відповідно до указу Президії Верховної ради Української РСР «Про збереження історичних найменувань та уточнення і впорядкування існуючих назв сільрад і населених пунктів Житомирської області», сільську раду перейменовано на Теньківську через перейменування її адміністративного центру на с. Теньківка.
Станом на 1 вересня 1946 року сільська рада входила до складу Червоноармійського району Житомирської області, на обліку в раді перебувало с. Теньківка.
11 серпня 1954 року, відповідно до указу Президії Верховної ради Української РСР «Про укрупнення сільських рад по Житомирській області», до складу ради включено села Стара Рудня та Яблонне (згодом — Зелена Діброва) ліквідованої Яблунської сільської ради Червоноармійського району.
На 1 січня 1972 року сільська рада входила до складу Червоноармійського району Житомирської області, на обліку в раді перебували села Зелена Діброва, Стара Рудня і Теньківка.
29 січня 1975 року, відповідно до рішення Житомирського облвиконкому № 29 «Про зміни в адміністративному підпорядкуванні села Соколів Андріївської сільради Червоноармійського р-н.», підпорядковано с. Соколів Андріївської сільської ради Червоноармійського району. 14 квітня 1986 року, відповідно до рішення Житомирського облвиконкому № 144 «Про деякі питання адміністративно-територіального устрою», адміністративний центр ради перенесено до с. Соколів з відповідним її перейменуванням на Соколівську. Відновлена 20 вересня 1989 року, відповідно до рішення Житомирського облвиконкому № 236 «Про деякі питання адміністративно-територіального устрою», у складі сіл Зелена Діброва, Стара Рудня і Теньківка Соколівської сільської ради Червоноармійського району.
1 серпня 2017 року територію та населені пункти ради включено до складу Соколівської сільської територіальної громади Пулинського району Житомирської області.
Входила до складу Пулинського (Червоноармійського, 7.03.1923 р., 17.10.1935 р., 8.12.1966 р., 20.09.1989 р.), Соколовського (20.06.1930 р.), Новоград-Волинського (15.09.1930 р., 7.01.1963 р.), Ємільчинського (30.12.1962 р.), Житомирського (4.01.1965 р.) районів та Новоград-Волинської міської ради (1.06.1935 р.).